# Elliott Highway

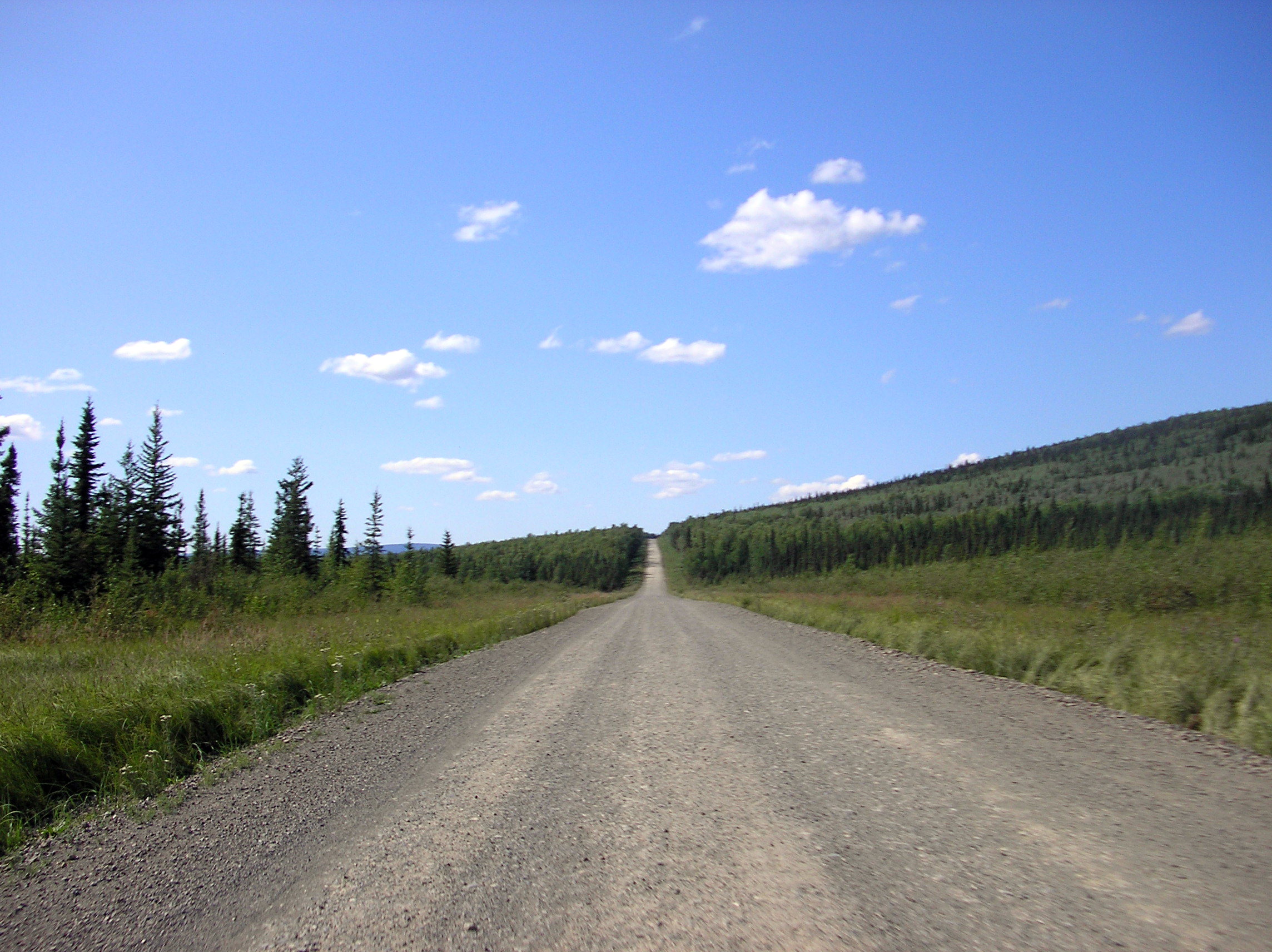
Elliot Highway

Elliott Highway är en landsväg i den amerikanska delstaten Alaska som sträcker sig 245 kilometer från Fox, ungefär 16 kilometer norr om Fairbanks, till Manley Hot Springs. Vägen stod färdig 1959 och är en del av Alaska Route 2.
Vägen är asfalterad och generellt i gott skick året runt mellan Fairbanks och korsningen med Dalton Highway, men övergår sedan till grusväg. Delen som är grusväg kan speciellt under vintern vara väldigt svårnavigerad på grund av is och vatten på vägen, kraftiga vindar och drivsnö. Mobiltelefonnätet når inte vägen, det finns bara en bensinstation och vägen är väldigt lågtrafikerad.

## Städer och platser längs med Elliott Highway
- Fox, mile 0 (km 0)
- Livengood, mile 71 (km 114)
- Minto, mile 110 (km 177)
- Manley Hot Springs, mile 152 (km 245)